# Marie Modiano

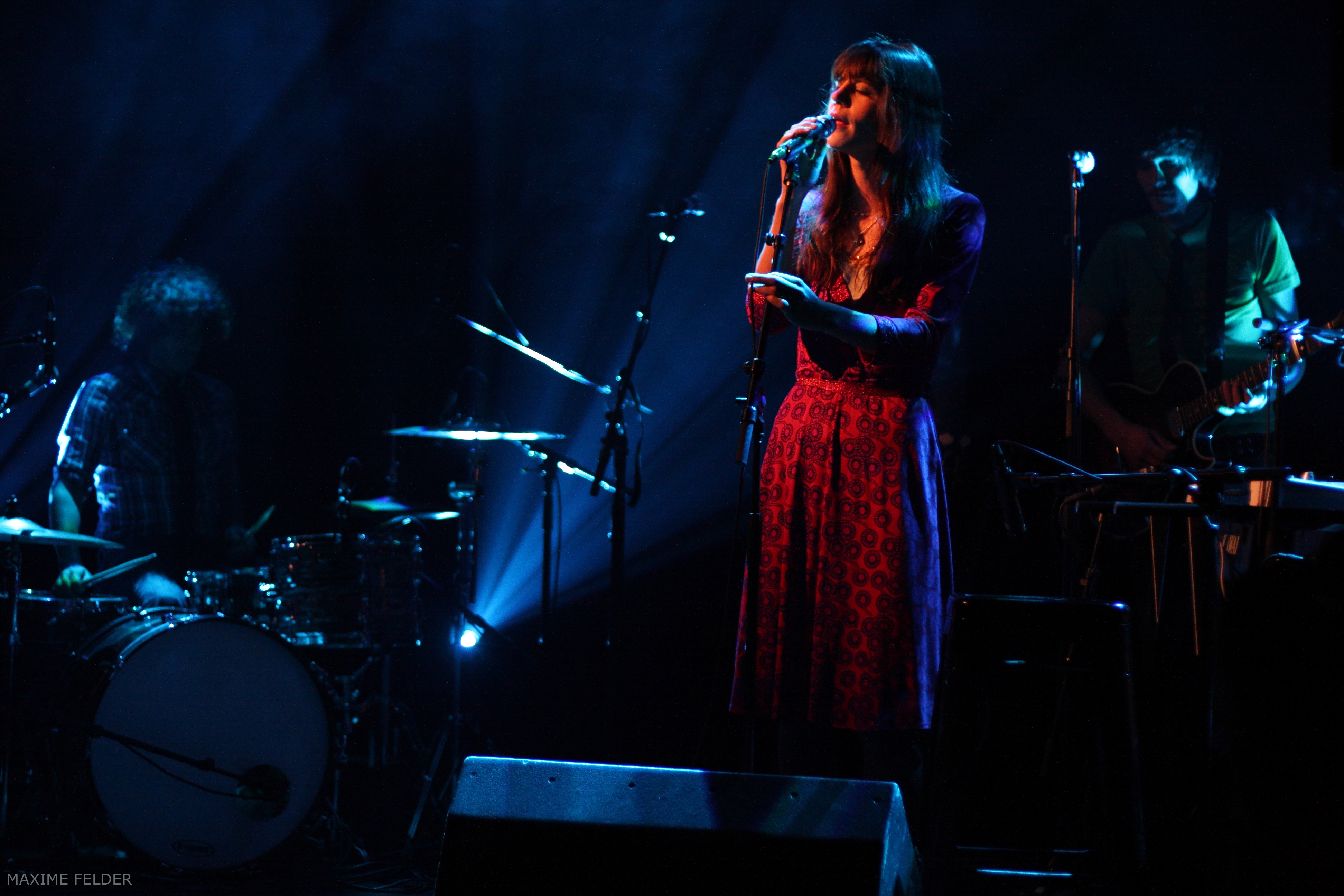
Marie Modiano bei einem Konzert im Fri-Son in Freiburg, Schweiz, 2009

Marie Modiano (* 1. September 1978 in Paris) ist eine französische Singer-Songwriterin und Autorin.

## Leben
Sie wurde 1978 als zweite Tochter des Schriftstellers Patrick Modiano und der Zeichnerin Dominique Zehrfuss geboren. Ihre ältere Schwester ist die französische Regisseurin Zina Modiano. Marie Modiano studierte in London an der Royal Academy of Dramatic Art. Anschließend reiste sie in den Mittleren Westen Amerikas, nach China, Italien, England und Deutschland, wo sie mit einer Theatergruppe in Hamburg, Frankfurt, Recklinghausen und München auftrat. Neben Französisch spricht sie fließend Englisch und Mandarin.
Sie tritt seit 2012 mit literarischen Texten in Erscheinung, die bisher bei Gallimard erschienen sind.

## Diskographie
- 2006: I’m Not a Rose (Label: naïve)
- 2008: Outland (Label: naïve)
- 2013: Ram on a Flag (Label: Nest&Sound/PVP)
- 2013: Espérance mathématique mit Peter von Poehl (Label: Nest&Sound/PVP)
- 2018: Pauvre Chanson (Label: Nest&Sound/PVP)
- 2021: Songs from the other Side mit Peter von Poehl

## Schriften
- 2012: 28 paradis, 28 enfers (mit Patrick Modiano und Dominique Zehrfuss), coll. « Le Cabinet des lettrés », Gallimard, Paris.
- 2012: Espérance mathématique (Gedichtsammlung), coll. « L'Arbalète », éditions Gallimard, Paris, ISBN 978-2-07-013684-1
- 2013: Upsilon Scorpii (Roman), coll. « L'Arbalète », éditions Gallimard, Paris, ISBN 978-2-07-014286-6
- 2017: Lointain, coll. « La Blanche », éditions Gallimard Paris, ISBN 978-2-07-019698-2

## Filme
Modiano spielte in einigen Filmen mit, darunter in Fantômes (2001) und La vie privée (2005). Bei Plein Sud – Auf dem Weg nach Süden (2009) war sie an der Filmmusik beteiligt.